# Yangon (rivier)
De Yangon (ook bekend als Rangoon of Hlaing) is een rivier in Myanmar, nabij de stad Yangon, die wordt gevormd door de samenvloeiing van de Pegu en de Myitmaka. De rivier vormt een estuarium dat bij Yangon begint en uitmondt in de Golf van Martaban, het noordelijk deel van de Andamanse Zee. Het estuarium is bevaarbaar voor rivier- en zeevaart en speelt daarmee een belangrijke rol in de economie van Myanmar. Het kanaal van Twante verbindt de Yangon met de Irrawaddydelta.